# Maria Inês Oliveira
Maria Inês Ramos Machado de Oliveira (29 de junho de 1996) é uma xadrezista portuguesa. Ao nível internacional é, desde em 2014, Mestre FIDE feminina (WMF), sendo que já em 2012 era candidata a mestra (WCM). Participou nas Olimpíadas de 2012 (Turquia) e 2014 (Noruega), no mundial de jovens de 2010 (Grécia) e 2012 (Turquia), nos campeonatos europeus de jovens de 2010 (Áustria - sub-14), 2011 (Bulgária - sub-16), 2013 (Montenegro - sub-18), nos da União Europeia de 2008 e 2009 e no campeonato europeu individual feminino de 2013 Sérvia.
Em Portugal, onde é mestre nacional, foi bicampeã nacional sénior em 2013 e 2014.

## Títulos

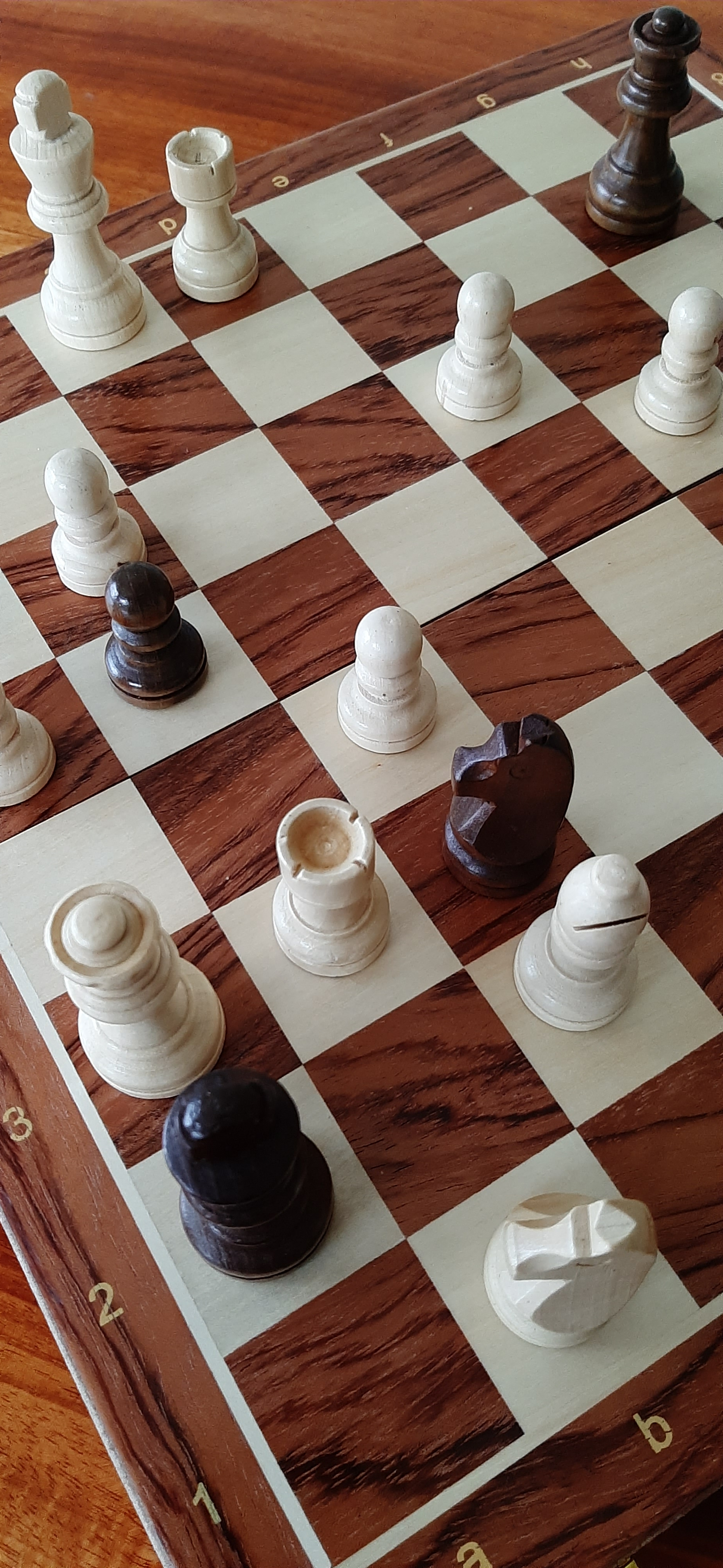
O tabuleiro do jogo em que Maria Inês Oliveira é escaquística

Pela Federação Internacional de Xadrez (FIDE) é Mestre FIDE feminina (WMF), desde 2016, sendo já candidata a mestra em 2014 (WCM), integrando o lote restrito das que alcançaram este título WMF.
No contexto interno, Maria Inês Oliveira, que é mestre nacional da Federação Portuguesa de Xadrez, ganhou o Campeonato português de xadrez feminino em 2013 e 2014, sendo uma das melhores xadrezistas de Portugal, tal como o é ao nível internacional na «arte de Caíssa».

## Campeonatos, torneios e olimpíadas
Participou desde muito jovem em eventos, torneios e campeonatos nacionais e internacionais, sendo de destacar, entre muitos outros, os seguintes:
- Olimpíadas de 2012, Istambul (Turquia) e 2014, Tromso (Noruega - entre 179 países a seleção nacional portuguesa ficou em 3.º lugar na categoria C das seleções absolutas e em 3.º lugar na categoria D das seleções femininas);[2][5]
- Campeonato mundial de jovens de 2010 (Grécia - sub 14) e 2012 (Turquia - em sub-16 foi a melhor portuguesa);[4]
- Campeonato europeu individual feminino de 2013, Sérvia[4]
- Campeonatos europeus de jovens de 2010 (Áustria - sub-14), 2011 (Bulgária - sub-16), 2013 (Montenegro - sub-18);[4]
- 7.º Campeonato de jovens da União Europeia, 5 a 13 de agosto de 2009, Áustria (sub-14);[4]
- 6.º Campeonato de jovens da União Europeia, 6 a 14 de agosto de 2008, Áustria (sub-12);[4]
- Campeonatos nacionais femininos de jovens de 2010 a 2015);[4]
- Campeonatos nacionais femininos de 2008 a 2016, sendo a vencedora nos de 2013 e 2014;[6][4]
- Campeonato nacional feminino rápidas 2014/2015 (4.º lugar);[9][4]
- Torneio internacional «First Saturday Chess Tournaments for Norms», em Budapeste (Hungria), de 6 a 16 de setembro de 2014 (5.ª na classificação geral, 1.º lugar feminino);[4][10]
- Tradewise Gibraltar chess festival 2014;[4][11]
- em três torneios do Circuito nacional lentas 2013/2014, a saber: Open Axis Porto, Queima das fitas e XIV Profigaia Open;[12][4]
- 36.º Open internacional ciudad de San Sebastian (Espanha), 23 a 30 de março de 2013;[4]
- Torneio de Xadrez no Hotel do Terço – Barcelos (contou para ELO FIDE - rating internacional), 14 a 28 de janeiro de 2010 (2.º lugar absoluto, sendo de realçar ter vencido o iraniano Orphe Bolhari (ELO 2178));[13]
- I Open internacional - cidade de Aveiro, 7 a 13 de julho de 2011, no Centro cultural e de congressos de Aveiro;[4]
- VI torneio internacional de Guimarães, 26 a 30 dezembro 2012, Guimarães (6.º lugar absoluto);[4]
- V Trofeo Internacional Distribunosa – Concello de Rianxo categoría absoluta, 2013;[4]
- Torneio Solidário do Colégio de São Caetano, 2013 (6.º lugar absoluto);[4]
- Torneio Universidade do Minho - 40º Aniversário, 2013 (1.º lugar absoluto);[4]
- Torneio internacional Pampilhosa da Serra, 2010;[4]
- XXVII Torneio de xadrez activo de Montemor-o-Velho, 12 de setembro de 2015;[4]
- Portugal open 2015, 30 de agosto a 5 de setembro;[4]
- Taça AXP 2017/2018;[4]
- I Torneio internacional cidade de Famalicão, 26 a 30 de agosto de 2013, Famalicão;[4]

## Associativismo
- membro do CXA A2D (Clube Escolar de Xadrez da Associação Académica Didáxis) (Vila Nova de Famalicão);[10][11]

## Vida pessoal
Em 2017 estudava na Universidade do Minho. É irmã de Maria Alice Ramos Machado de Oliveira, também xadrezista  do Clube Escolar de Xadrez da Associação Académica Didáxis, tendo participado juntas, individualmente ou pela seleção portuguesa em diversos eventos ao nível nacional e internacional, como foi o caso do Tradewise Gibraltar chess festival 2014, e desde muito cedo, pois no Campeonato distrital de Braga de 2010, já Maria Alice era líder feminina em sub-8 e Maria Inês líder feminina em sub-14 e no 2.º Encontro distrital escolar 2009/2010, ambas participaram e também a sua irmã mais nova Elisa, então com 5 anos de idade (na época a mais jovem xadrezista da Associação Académica Didáxis), tendo as três sido medalhadas: Inês com um 2.º lugar absoluto e Elisa e Alice com o 2.º e 3.º lugar femininos, sendo que Alice foi 1.ª classificada em sub-14 e Elisa 3.ª em sub-12 no Campeonato Nacional de Jovens de Partidas Rápidas 2015/2016, ambas pelo GD Dias Ferreira.